# Marina Sciocchetti
Marina Sciocchetti (Gallarate, 13 novembre 1958) è una cavallerizza italiana, vincitrice di una medaglia d'argento nel concorso completo a squadre di equitazione ai Giochi olimpici di Mosca 1980.

## Biografia
Ex moglie del conte Ranieri Campello, che pure partecipò a due Olimpiadi nell'equitazione a Seul 1988 e Atlanta 1996, senza tuttavia andare a medaglia.

## Carriera
In aggiunta alla medaglia d'argento conquistata con la squadra, alle Olimpiadi di Mosca 1980 si classifico al 9º posto nella gara individuale di completo, mentre si classificò al 7º posto in entrambe le gare a Los Angeles 1984.

## Palmarès
| Anno | Manifestazione  | Sede  | Evento                      | Risultato |
| ---- | --------------- | ----- | --------------------------- | --------- |
| 1980 | Giochi olimpici | Mosca | Concorso completo a squadre | Argento   |